# Escuela Militar de Uruguay
La Escuela Militar de Uruguay es el instituto encargado de la formación de los oficiales del Ejército Nacional.

## Historia
El Colegio Militar de Uruguay fue fundado el 25 de agosto de 1885, tras un proyecto de ley presentado el 31 de marzo de 1884 por el diputado Ventura Fernández. El entonces ministro de guerra y marina, Máximo Tajes promulgó en 1885 un decreto que aprobaba el reglamento del nuevo Instituto, y otro que fijaba el 25 de agosto, de ese año, como fecha de apertura del mismo.
En 1935 se aprobó un llevó a cabo una reforma que agregó un año de estudios preparatorios, mientras que en 1966 se implementó un nuevo plan de estudios, el cual fijó niveles y adecuó las materias impartidas. El 5 de febrero de 1993 fue reconocido como centro de educación terciaria por el Ministerio de Educación y Cultura. En diciembre de 1997, mediante el Decreto N° 434/997 se permitió la entrada de mujeres al curso de Oficial del Cuerpo de Comando. El 14 de julio de 1998 mediante el Decreto Nº 180/998 se instauró el Título Académico de Bachiller Militar, que sirve como complemento al de Alférez del Ejército Nacional.
El actual director es el General Jorge Porciúncula, quien asumió el cargo el 5 de marzo de 2025.

## Formación
La Escuela Militar brinda educación terciaria de cuatro años, fundamentada en asignaturas profesionales, científico-técnicas y educación física. En la misma se puede cursar la carrera de Oficial del Cuerpo de Comando, que comanda las tropas de las Armas del Ejército: Infantería, Caballería, Artillería, Ingenieros y Comunicaciones; o la carrera de Oficial de Apoyo de Servicios y Combate.

## Sede
Al momento de su fundación, el Instituto se ubicaba en el predio de la antigua Quinta de Casaravilla, en la intersección de Avenida Agraciada y Aguilar del barrio Arroyo Seco de Montevideo. Debido a su limitada capacidad, en 1909 se le encomendó al arquitecto y militar Alfredo Campos la construcción de un nueva sede. Emplazado en la Avenida Garibaldi, en el barrio Jacinto Vera, el edificio ―que actualmente alberga al Comando General del Ejército― fue inaugurado el 25 de agosto de 1910, veinticinco años después de la fundación del Instituto.
En 1969, el Ministerio de Defensa Nacional adquirió un predio en la localidad de Toledo, Departamento de Canelones, que hasta entonces era ocupado por el Seminario Arquidiocesano, a fin de trasladar allí la sede del Instituto. El edificio había sido construido por el arquitecto Mario Payseé Reyes en la década de 1950 por encargo de la Arquidiócesis de Montevideo. La inauguración oficial de la actual sede tuvo lugar el 25 de agosto de 1969. El 8 de mayo de 2006 el Poder Ejecutivo declaró el edificio Monumento Histórico y las expresiones plásticas que contiene.